# System informowania kierownictwa
System informowania kierownictwa (SIK, ang. Executive Information System – EIS) – system komputerowy przeznaczony dla potrzeb kierownictwa. Zadaniem EIS jest ułatwianie i wspomaganie zbierania informacji pomocnej przy podejmowaniu decyzji. EIS w łatwy sposób udostępnia informację z wewnętrznych i zewnętrznych źródeł, która jest istotna ze względu na cele i oczekiwania organizacji. EIS jest często określany jako specjalizowana forma DSS.
Zalety EIS:
- Daje użytkownikowi podstawy do podjęcia decyzji poprzez dostarczanie informacji:
  - syntetycznych, które zostały zagregowane przez system
  - alarmowych
  - odchyleniowych
  - strukturalnych

Wady EIS:
Sztywny – wyprodukowany na miarę potrzeb w czasie jego opracowywania. Potrzeby te mają tendencję do nagłych zmian.